# Carte (gioco vietnamita)
Carte (pronunciato "cartè") è un gioco di carte molto diffuso nel Viet Nam. L'etimologia del nome è incerta, anche se in effetti vorrebbe semplicemente dire "Carte" in un maccheronico francese.
Si gioca con un mazzo di 52 carte francesi senza i jolly. Il numero di giocatori può variare, ma non devono essere mai di più di 6.

## Regole e meccanica del gioco
All'inizio di ogni mano viene posta la scommessa e il contributo al jackpot. Il mazziere, ossia il giocatore che ha vinto l'ultima mano, o nel caso fosse la prima, quello che viene scelto tra i giocatori con criteri da loro stabiliti, mescola il mazzo e lo fa tagliare al giocatore alla sua sinistra, quindi scopre una carta: la carta del jackpot. Quindi il mazziere distribuisce una alla volta sei carte in senso antiorarario a partire dal giocatore alla sua destra. 
Ora comincia la fase preliminare. Il mazziere pone sul tavolo una carta scoperta, quindi in senso antiorario gli altri giocatori dovranno porre una carta dello stesso seme di valore superiore. Il giocatore che ha posto la carta più alta vince il primo giro. Qualora un giocatore non abbia a disposizione una carta più alta dello stesso seme di quelle già poste, o preferisca non porla, deve mettere una carta qualsiasi coperta. Alla fine tutte le carte vengono coperte, salvo quella vincente.
Inizia così il secondo giro, stavolta dal giocatore che ha vinto il giro precedente.
Alla fine si saranno fatti quattro giri e ogni giocatore avrà in mano solo due carte.
Inizia così la fase finale. Partecipano alla fase finale solo i giocatori che hanno vinto almeno un giro della fase preliminare. Nel caso un solo giocatore vincesse tutti i quattro giri ha fatto cappotto. In quel caso gli altri giocatori debbono raddoppiare la scommessa iniziale che viene ritirata dal vincitore. Nel caso invece vi fossero più giocatori che hanno passato la fase preliminare, il giocatore che ha vinto l'ultimo giro mostra le sue carte una sopra l'altra, tale che sia visibile solamente una carta. Gli altri giocatori seguono a ruota in senso antiorario. Ora, il giocatore che ha la carta più alta del seme mostrato dal giocatore che per primo ha mostrato (può essere il giocatore stesso) mostra anche la seconda carta. Così gli altri, sempre in senso antiorario. Il giocatore che mostra la carta più alta del seme del giocatore che per primo ha mostrato la seconda carta, vince la mano, può essere ovviamente il giocatore stesso.
Il vincitore ha quindi la facoltà di mostrare la carta necessaria per vincere il Jackpot, ossia la carta dello stesso seme che è immediatamente più alta della carta del jackpot, se non ce l'avesse tra le sue sei carte il Jackpot non viente consegnato e comincia una nuova mano mentre il Jackpot continua a crescere.
Durante la partita i giocatori non possono vedere le carte coperte degli altri giocatori, anche se erano state in precedenza scoperte.

## Abitudini e varianti
Il numero canonico di giocatori per partita è di quattro.
Solitamente il contributo per il jackpot è il 10% della scommessa iniziale.
Talvolta per vincere il jackpot bisogna anche fare cappotto, ma tale regola è molto rara.
Talvolta si possono vedere tutte le carte giocate.
Il gioco può essere giocato ovviamente senza soldi, eliminando il jackpot.